# Rasmus Elfström
Rasmus Elfström, född 8 januari 1997, är en svensk politiker och jurist. Sedan 2023 är han förbundsordförande för Centerstudenter, Centerpartiets studentförbund.

## Biografi
Elfström har en juristexamen från Stockholms universitet. Han har tidigare varit ordförande för Centerstudenters lokalavdelning i Stockholm samt vice förbundsordförande innan han valdes till förbundsordförande 2023. Utöver sitt engagemang i Centerstudenter har han arbetat som sakkunnig på Centerpartiets riksdagskansli.

## Politisk profil
Som förbundsordförande har Elfström profilerat sig i frågor som rör rättspolitik, bostadspolitik och högre utbildning. Han har bland annat förespråkat en reformerad syn på genmodifierade grödor inom EU och en utökad rätt till målsägandebiträde i högre instanser.